# Ерал (село)
Ера́л — село в Ашинском районе Челябинской области России. Административный центр Еральского сельского поселения.
Через село и в его окрестностях протекают реки Студёный Ключ, Катаевский Ключ и Ералка.

## Население
| 2002 | 2010 |
| ---- | ---- |
| 807  | ↘572 |

По данным Всероссийской переписи, в 2010 году численность населения села составляла 572 человека (266 мужчин и 306 женщин).

## Инфраструктура
В селе функционирует филиал средней общеобразовательной школы № 26 посёлка городского типа Кропачёво.

## Улицы
Уличная сеть села состоит из 15 улиц.